# Jackson Page
Jackson Page est un joueur professionnel de snooker gallois né le 8 août 2001. Surnommé « Action », il se révèle en participant à la finale du championnat de la ligue 2024 qu'il perd contre Ali Carter.

## Carrière
En 2016, il est vice-champion d'Europe des moins de 18 ans. La même année, il s'adjuge le titre de champion du monde des moins de 18 ans. L'année suivante, il reçoit une invitation pour participer à son tournoi national, l'Open du pays de Galles où il remporte ses deux premiers matchs. Face à Judd Trump, il ne fait pas le poids et s'incline sans remporter la moindre manche. Aux qualifications pour le championnat du monde, il s'incline contre Martin O'Donnell (10-9).
Il passe professionnel en 2019, après un succès au championnat d'Europe des moins de 21 ans. Malgré quelques belles victoires contre Joe Perry, Luca Brecel et Jack Lisowski, ses deux premières années sur le circuit restent timides ; il est relégué en Q School où il redevient brillamment professionnel.
En 2022, il se qualifie pour le championnat du monde pour la première fois et élimine Barry Hawkins qui reste sur onze victoires consécutives au premier tour de l'épreuve. Il est ensuite balayé par son compatriote Mark Williams (13-3). Deux ans après, il est demi-finaliste à l'Open mondial où il écarte sur sa route deux anciens champions du monde : John Higgins et Mark Selby,. Il est battu par Judd Trump (6-2). Quelques semaines après, il retente sa chance au Crucible Theatre, mais s'incline lourdement contre Ronnie O'Sullivan (10-1).
Il réussit un début de saison 2024-2025 tonitruant, ralliant sa première finale classée au championnat de la ligue. Son manque d'expérience lui coute cher face à l'expérimenté Ali Carter, qui éteint ses espoirs de premier titre en s'imposant 3 à 1. Il confirme cette performance avec un quart de finale au championnat international de novembre, lors duquel il élimine trois joueurs du top 32 mondial. Il réitère à domicile, lors de l'Open du pays de Galles 2025 (défaite contre Luca Brecel),.
Page devient le premier joueur dans l'histoire du snooker à compiler deux breaks maximums lors d'un même match, lors du 3e tour de qualification du championnat du monde 2025,. Il est également le premier joueur à empocher le bonus de 147 000 £ alloué à un joueur qui réalise deux breaks de 147 points dans les tournois de la Triple Couronne d'une même saison.

## Palmarès
| Légende | Catégorie                      | Titres                         | Finales                        |
|         | Tournois classés               | 0                              | 1                              |
|         | Tournois non classés           | 0                              | 0                              |
|         | Circuit du challenge amateur   | 0                              | 1                              |
|         | Autres tournois amateurs       | 4                              | 2                              |
| Gras    | Tournois de la triple couronne | Tournois de la triple couronne | Tournois de la triple couronne |

### Titres
| Saison | Nom du tournoi                                       | Lieu    | Finaliste     | Score | Tableau |
| 2016   | Championnat du monde amateur des moins de 18 ans     | Mol     | Yun Fung Tam  | 5-4   |         |
| 2017   | Championnat d'Europe amateur des moins de 18 ans     | Nicosie | Amir Nardeia  | 5-3   |         |
| 2018   | Championnat d'Europe amateur des moins de 18 ans (2) | Sofia   | Florian Nüßle | 5-3   |         |
| 2019   | Championnat d'Europe amateur des moins de 21 ans     | Eilat   | Ross Bulman   | 5-1   |         |

### Finales
| Saison    | Nom du tournoi                                   | Lieu      | Finaliste             | Score | Tableau |
| 2016      | Championnat d'Europe amateur des moins de 18 ans | Wrocław   | Tyler Rees            | 2-5   |         |
| 2017      | Championnat d'Europe amateur des moins de 21 ans | Nicosie   | Alexander Ursenbacher | 4-6   |         |
| 2018-2019 | Circuit du challenge (épreuve 3)                 | Riga      | Barry Pinches         | 2-3   |         |
| 2024-2025 | Championnat de la ligue                          | Leicester | Ali Carter            | 1-3   | Tableau |